# Interscope Geffen A&M
Interscope-Geffen-A&M (abreviado para IGA) é um grupo de gravadoras norte-americano, pertencente a Universal Music Group. Foi formado em 1996, quando a Geffen Records e A&M Records foram fundidos na Interscope Records, a gravadora principal do grupo.
Interscope-Geffen-A&M é uma das três unidades da UMG na América do Norte que lida principalmente com pop mainstream, rock, e artistas urbanos - os outros são Island Def Jam Music Group e a Universal Motown Republic Group.

## Gravadoras
Além da Interscope, Geffen e A&M, a IGA também compreende a A&M/Octone Records, G-Unit Records, Aftermath Entertainment, a Shady Records, Cherrytree Records, Fontana Records, Mosley Music Group, Star Trak Entertainment, Suretone Records e will.i.am Music Group. Também distribui lançamentos da gravadora britânica Polydor Records nos Estados Unidos e Canadá (na maioria das vezes sob o selo da A&M), enquanto a Polydor distribui os lançamentos da Interscope-Geffen-A&M internacionalmente.
Adicionalmente, a IGA maneja os catálogos da MCA Records, DreamWorks Records, ABC Records, Dunhill Records, Registros Song Bird, Peacock Records, Duke Records, Back Beat Records, e os Famous Music Group (que incluiu Dot Records e Paramount Records), entre outros rótulos (lançado por essas etiquetas que caíram sob outros gêneros musicais são geridos por outras divisões Universal que lidam com esses gêneros). A maioria destes catálogos estão sob a subdivisão da Geffen. 